# Ноксология
Ноксология — естественно-научная учебная дисциплина о материальных опасностях и потенциальных угрозах, которые может представлять окружающая среда для человеческого общества и отдельных его членов.

## Предмет изучения
Ноксология рассматривается как раздел экологии, который изучает и систематизирует причины и проявления разнообразных опасных факторов, занимается описанием опасных зон, даёт количественные и качественные оценки ущерба человеку и природе. Объединение столь разнородных сведений о безопасности жизнедеятельности и защите природы преследует цель связать их общим понятийным аппаратом, который опирается на унифицированное понимание термина «опасность». При этом, под опасностью понимается способность человека или факторов окружающей среды наносить ущерб живой или неживой материи. В рамках ноксологии источники опасности рассматриваются целостно и в совокупности одновременного воздействия на человека (общество, природу и т. п.), что нередко определяет общность средств защиты от них.